# Chileogovea
Genre
Chileogovea est un genre d'opilions cyphophthalmes de la famille des Pettalidae.

## Distribution
Les espèces de ce genre sont endémiques du Chili.

## Liste des espèces
Selon World Catalogue of Opiliones (16/04/2021) :
- Chileogovea jocasta Shear, 1993
- Chileogovea oedipus Roewer, 1961

## Publication originale
- Roewer, 1961 : « Opiliones aus Sud-Chile. » Senckenbergiana Biologica, vol. 42, no 1/2, p. 99-105.